# Absturz einer Cessna 550 bei Freilassing 1996
Beim Absturz einer Cessna 550 bei Freilassing im oberbayerischen Landkreis Berchtesgadener Land am 19. Februar 1996 starben zehn Menschen. Er zählt zu den herausragenden Unglücks- und Kriminalfällen in Oberbayern. Das Geschäftsreiseflugzeug stürzte beim Landeanflug auf den nahen österreichischen Flughafen Salzburg ab.

## Hintergrund
Der Flug war von einem Berliner Geschäftsmann mit mehreren Vorstrafen und einem laufenden Verfahren wegen Anlagebetrugs sowie Umweltdelikten organisiert worden. Die Cessna war neben ihm mit sieben weiteren Passagieren besetzt. Die Reise sollte nach Angaben des Organisators zum Abruf von 15 Mio. DM in Salzburg zur Deckung offener Forderungen dienen. Berlin-Insider betitelten das Unternehmen als „Operation Klondike“. Zwei Passagiere wechselten noch kurz vor dem Abflug. Anders als den Passagieren bekannt gegeben war kein Rückflug gebucht. Unter den Passagieren befanden sich auch ein ehemaliger Karriere-Richter der DDR und ein ehemaliger Volkspolizist, der in Kürze einen Talkshow-Auftritt haben sollte. Das führte zu Spekulationen, ehemalige Stasi-Leute würden hinter dem Absturz stecken. Andere Szenarien gingen von einem Mord an Gläubigern aus. Auch Querverbindungen zu Sabotageakten an Fluggeräten am Flughafen Berlin-Tempelhof wurden zeitweise hergestellt.

## Verlauf
Die Cessna 550 Citation II (Baujahr 1987) war um 8:50 Uhr vom Flughafen Berlin-Tempelhof gestartet und auf dem Weg nach Salzburg. Um 9:50 Uhr nahmen die Piloten Kontakt mit dem Salzburger Kontrollturm auf und erhielten die Freigabe für den ILS-Anflug auf die Landebahn 16 (heute als 15 bezeichnet). 5,5 km vor der Landebahn geriet die Cessna 550 in einen Strömungsabriss, die Mindestgeschwindigkeit für die Steuerbarkeit des Flugzeuges wurde unterschritten und die Cessna kippte über die linke Tragfläche ab. Die Piloten konnten die Kontrolle nicht mehr wiedererlangen, das Flugzeug stürzte 150 Meter vor der deutsch-österreichischen Staatsgrenze bei Freilassing in einen Wald und wurde beim fast senkrechten Aufprall auf den Boden und dem anschließenden Brand zerstört.
Alle zehn Insassen (acht Passagiere, zwei Crewmitglieder) starben.

## Unfallursache
Die Mindestanfluggeschwindigkeit wurde unterschritten, sodass der Auftrieb zusammenbrach. Dazu kam ein Ausfall in der Stromversorgung, durch den der Autopilot und der Fluglageanzeiger nicht funktionierten.
Zur Absturzzeit herrschte Schneefall; man geht davon aus, dass Vereisung mit die Ursache für die Ausfälle war.